# Anna Ardin
Anna Ardin, född 1979, är en svensk statsvetare, diakon och författare.

## Biografi
Ardin har studerat statsvetenskap (fil. mag.) och etnologi (fil.kand. ) vid Uppsala universitet och tidigare arbetat som pressekreterare för Broderskapsrörelsen (numera Socialdemokrater för tro och solidaritet). Hon ordinerades som diakon för Equmeniakyrkan i juni 2019, och är (2025) doktorand vid Institutionen för civilsamhälle och religion på Marie Cederschiöld högskola.

### Anmälan mot Julian Assange
Ardin var en av två kvinnor som polisanmälde Wikileaks grundare Julian Assange 2010 för sexuella övergrepp. Det ledde till att Assange sökte politisk asyl vid Ecuadors ambassad i London då han var rädd för att utlämnas till USA om han häktades i Sverige. Anna Ardin utsattes för hot och anklagelser om att gå CIA:s ärenden. Bland annat bodde hon en tid i Barcelona under annat namn. Så länge fallet var öppet gav hon inga kommentarer om händelserna för att inte störa utredningen.
Efter att brottet preskriberades 2020 gav hon 2021 ut boken I skuggan av Assange: Mitt vittnesmål. Aftonbladets Lina Stenberg beskriver att boken problematiserar samhällets förlegade syn på sexualbrott, där tanken finns att kvinnan måste ha ett mått av skuld vid dessa brott. DN:s Rebecka Kärde noterar att boken påminner om att även personer med goda egenskaper kan kränka andra människor. Den kultur som stereotypt delar upp folk i hjältar och våldtäktsmän, nuckor och lögnaktiga horor omöjliggör en förståelse av sina egna grundläggande mekanismer, och Kärde menar att Ardins bok bidrar till att samtalet om sexuellt våld blir mindre rabiat.

### Politisk och profetisk diakoni
Ardin gav 2019 ut boken Politisk och profetisk diakoni, där hon uttrycker att hon vill se en kyrka som står på de förtrycktas sida, påtalar systemfel och slåss för nödvändiga förändringar. Recensenten Gunnar Hyltén-Cavallius menar att boken ersätter det kristna evangeliet med miljö och politisk vänsterpropaganda och gör Guds rike till ett inomvärdsligt projekt. Boken är dock enligt Hyltén-Cavallius viktig då den sammanfattar ett stråk i samtidens kyrkoliv. Recensenten Linus Hermansson är mer positiv och beskriver boken i tidskriften Uppdrag Mission som en utmärkt överblick över diakonins bakgrund och dess olika tanketraditioner, där orättfärdighet i det senmoderna samhället måste bemötas som strukturellt förtryck snarare än individuella brister.

### Föreningen Hjärta
I februari 2022 lämnade Ardin Socialdemokrater för tro och solidaritet (STS) där hon var ledamot i styrelsen. Orsaken var, enligt Ardin, en långvarig kritik mot Socialdemokraternas politiska fokus på lag och ordning och migrationsfrågor, och mot den fördjupade klyftan mellan det socialdemokratiska partiet och de folkrörelser som det traditionellt byggts upp av. Mattias Irving, som varit politisk sekreterare inom Tro och solidaritet lämnade förbundet och partiet samtidigt som Ardin och menade att STS:s koppling till socialdemokratin blivit en belastning för förbundet. Ardin och Irving vill i stället samla "troende progressiva" i den "mångreligiösa" föreningen Hjärta, som bildats inom STS redan 2011 men som sedan 2022 inte längre är knuten till socialdemokratin.